# Olga Lwowna Swiblowa

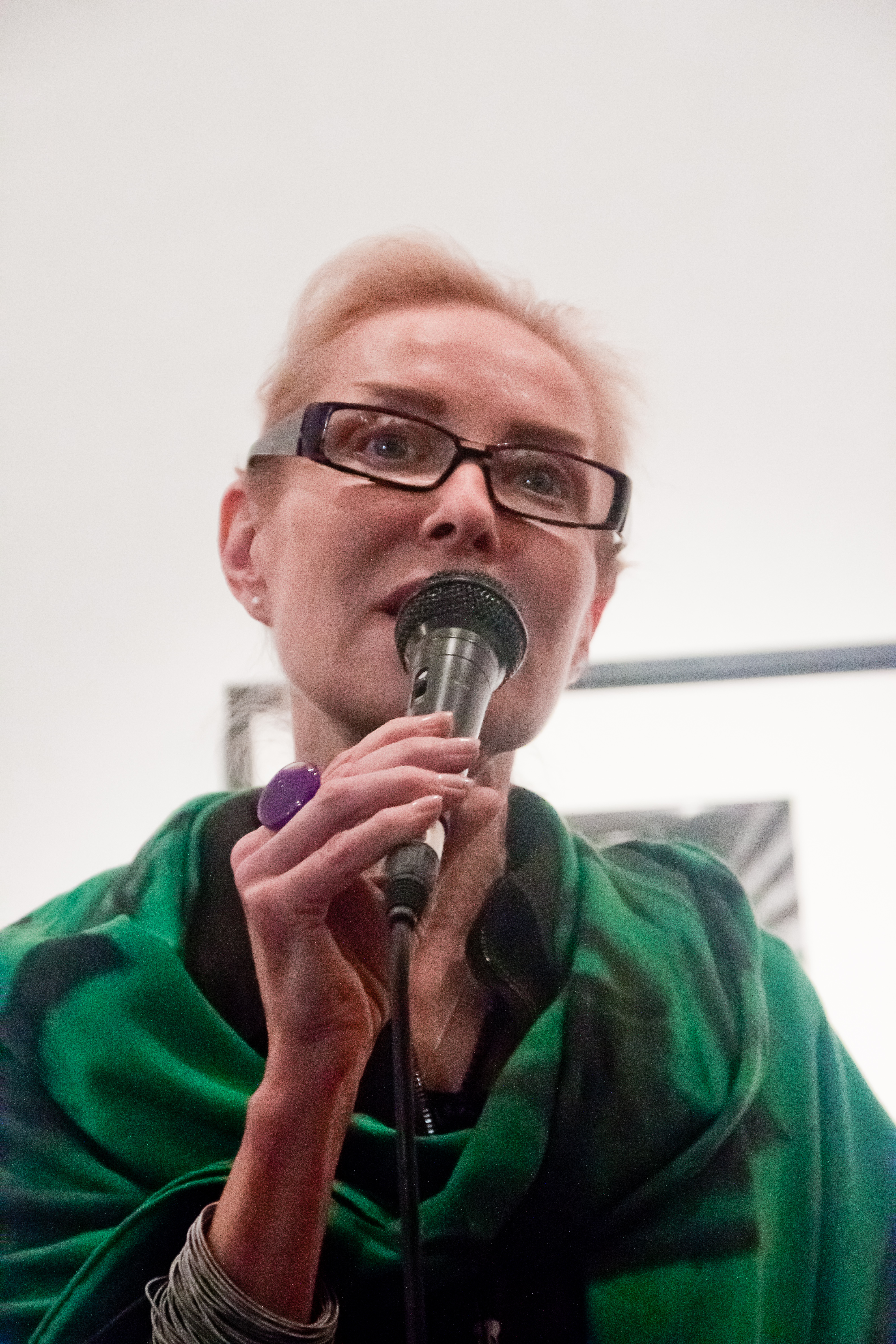
Olga Lwowna Swiblowa, 2017

Olga Lwowna Swiblowa (russisch Ольга Львовна Свиблова; * 6. Juni 1953 in Moskau) ist eine russische Museumsdirektorin, Kuratorin und Filmregisseurin. Sie gründete 1996 das Moskauer Haus der Fotografie und leitet seit 2001 dessen Nachfolgeeinrichtung, das Multimedia Art Museum, Moskau.

## Familie, Ausbildung
Swiblowas Vater war Ingenieur am Kurtschatow-Institut, ihre Mutter Universitätsdozentin für Deutsch.
Swiblowa besuchte die Moskauer Mathematikschule Nr. 444, wo sie Briefe sowjetischer Dissidenten kennenlernte. 1978 schloss sie ein Studium der Psychologie an der Moskauer Lomonossow-Universität ab. Danach arbeitete sie sechs Jahre lang als Straßenkehrerin. „Ich glaube, das war die glücklichste Zeit meines Lebens. Wir arbeiteten als Straßenkehrer oder Nachtwächter, weil das Wertvollste im Leben die freie Zeit ist, um sich kreativ auszudrücken. Und ich glaube, dass viele Dichter und Künstler meiner Generation das Gleiche sagen würden.“ Von 1983 bis 1995 arbeitete sie als Autorin und Regisseurin von Kunstdokumentarfilmen und war Kuratorin von Ausstellungen zeitgenössischer Kunst in Russland, Finnland, der Schweiz, den Niederlanden, Großbritannien und Frankreich. 1987 promovierte sie mit einer Dissertationsschrift zur „Psychologie des Schaffens“. Sie ist Vollmitglied der Russischen Akademie der Künste in Moskau, dem Nachfolger der Kunstakademie der UdSSR, nicht zu verwechseln mit der Russischen Kunstakademie in St. Petersburg.

## Museumsdirektorin
Swiblowa ist Gründungsdirektorin des 1996 auf Beschluss des Moskauer Stadtrats geschaffenen Moskauer Hauses der Photographie. Seit diesem Jahr ist sie auch Art Director der Moskauer Internationalen Photobiennale und seit 1999 der Moskauer Internationalen Biennale „Mode und Stil“. Seit 2001 ist sie Direktorin des Multimedia Art Museum, Moskau (MAMM), in dem das Haus der Photographie aufgegangen ist. 2013 wurde das МАММ unter ihrer Leitung von der Zeitung „The Art Newspaper Russia“ zum „Museum des Jahres“ gewählt. Seither hat sie über 2000 Projekte, darunter 500 Ausstellungen zeitgenössischer Kunst des MAMM, im In- und Ausland kuratiert.
2007 und 2009 war sie Kuratorin des russischen Pavillons auf den 52. und 53. Biennalen zeitgenössischer Kunst in Venedig.

## Filme
Swiblowa ist Drehbuchautorin und Regisseurin der national und international preisgekrönten Filme „Кривоарбатский переулок, 12“ („Kriwoarbatski-Gasse 12“) über Leben und Werk des Architekten Konstantin Melnikow (1987), „Чёрный квадрат“ („Schwarzes Quadrat“) über die russische Underground-Kunst von 1953 bis 1988 (1988), „В поисках счастливого конца“ („Auf der Suche nach dem glücklichen Ende“) über die zeitgenössische russische Kunst (1991) sowie von „Дина Верни“ („Dina Vierny“) über das französische Modell Vierny (1995).

## Bekanntheit und Auszeichnungen
Swiblowa genießt in der internationalen Kunstwelt hohes Ansehen für ihre Förderung russischer zeitgenössischer Kunst und junger Künstler. In Russland wird sie daneben vor allem wegen ihrer Verdienste um die historische Fotografie wertgeschätzt. Sie hat zahlreiche staatliche und nichtstaatliche Auszeichnungen aus dem In- und Ausland erhalten, u. a. den Orden der Freundschaft (2007), die Stufe eines Ritters der Ehrenlegion (2008) und eines Komturs des Verdienstordens der Italienischen Republik (2012).

## Privatleben
Swiblowa lebt und arbeitet in Moskau. Von 1972 bis zu ihrer Scheidung 1991 war sie mit dem 2009 verstorbenen russischen Dichter Alexei Parschtschikow verheiratet, mit dem sie einen Sohn (* 1984) hat. Danach war sie bis zu dessen Tod 2012 mit dem französischen Galeristen Olivier Morand verheiratet.